# 서울 지하철 2호선 상왕십리역 추돌 사고
서울 지하철 2호선 상왕십리역 추돌 사고(首爾地下鐵二號線上往十里驛追突事故)는 2014년 5월 2일 오후 3시 32분경에 서울 지하철 2호선 상왕십리역에서 출발하려던 전동차를 후속 전동차가 추돌하여 388명이 부상을 입은 사고이다.

## 사고 개요
사고는 2014년 5월 2일 오후 3시 32분 경에 상왕십리역에서 정차하고 있던 서울메트로 제2258호 전동열차(239편성)가 상왕십리역에서 출발하려 하던 중, 신당역을 출발하여 상왕십리역으로 향하던 제2260호 전동열차(212편성)가 제2258호의 후미를 15 km/h의 속도로 추돌하면서 일어났다. 2260호는 68 km/h로 상왕십리역에 진입하던 중 정차해 있는 2258호 열차를 발견하고 128m를 앞둔 거리에서 비상제동을 체결하였으나, 제동거리가 부족하여 정지에는 이르지 못하였다.

## 사고 원인
사고 초기에는 자동 열차 정지 장치(ATS)의 고장이나 오작동이 원인으로 제기되었으나, 이후 조사가 진행되면서 ATS는 정상작동한 것으로 확인되었다.
추돌 원인은 신호기 고장으로 밝혀졌다. 승강장 진입 전에 설치된 신호기 2개가 고장나 신호를 잘못 표시한 것이다. 원래는 신호기가 '주의·정지·정지' 순으로 표시되어야 하지만 사고 당일은 '진행·진행·정지' 순으로 표시되었다고 한다. 이에 따라 ATS(후속 열차의 자동정지장치)가 작동하지 않았고, 기관사가 급히 제동을 걸었으나 제동거리 부족으로 추돌이 일어났다고 한다. 또한 이 신호기의 고장은 3일 전인 4월 29일에 을지로입구역 선로전환기 잠금 조건을 변경하기 위하여 연동장치의 데이터를 수정하면서 처음 발생한 것으로 파악되었으나 사고 발생 전까지 나흘 동안 발견하지 못하였다고 한다. 서울시는 세월호 참사 후 4월 17일부터 30일까지 13일간 지하철 특별점검을 실시하였으나, 신호기는 일상 점검 대상이라는 이유로 제외되었다. 그러나 일상적인 매일 점검에서도 신호기 오류는 발견되지 않았던 것으로 드러났다.

## 사고 여파
사고 후 파손된 두 편성의 열차를 이동시키고 운행을 재개하는데까지 9시간가량 걸렸다. 사고 수습에 소방 및 경찰 공무원 및 구청직원 등 213명이 투입되었으며 구급차와 소방차 58대가 동원되었다. 서울시는 승객수송을 위하여 개인택시 요일부제를 해제하고, 역 주변 노선에 버스 71대를 추가로 투입하였다.. 사고가 난 212편성과 239편성에서 우선 크게 파손된 객차들이 먼저 폐차되었고, 파손 및 손상되지 않은 두 편성의 일부 객차들을 재조합하여 운행을 재개하였으나, 정밀안전진단 불합격으로 휴차되었다가 2016년 6월 내구연한의 도래로 폐차되었다.

### 피해 규모
이 사고로 다음과 같은 인명·재산상의 피해가 발생하였다.
- 인명 피해 : 부상자 388명
- 재산 피해 : 차량파손 등으로 약 28억원

## 같이 보기
- 서울 지하철
- 수도권 전철
- 서울 지하철 2호선
- 서울교통공사 2000호대 저항제어 전동차
- 서울교통공사 2000호대 초퍼제어 전동차